# التون کوچا
التون کوچا (آلبانیایی: Elton Koça؛ زادهٔ ۵ مهٔ ۱۹۷۳) بازیکن فوتبال اهل آلبانی بود.
از باشگاه‌هایی که در آن بازی کرده‌است می‌توان به باشگاه فوتبال تئوتا اشاره کرد.
وی همچنین در تیم ملی فوتبال آلبانی بازی کرده‌است.